# Portrait d'Antoine de Bourgogne
Le Portrait d'Antoine de Bourgogne (ou Portrait d'Antoine, « Grand Bâtard » de Bourgogne) est une peinture à l'huile sur panneau de Rogier van der Weyden.
Antoine de Bourgogne est le fils bâtard de Philippe le Bon et d'une de ses maîtresses, Jeanne Lemaire dite Jeanne de Presles.
Il porte le col de la livrée de l'Ordre de la Toison d'or, un ordre chevaleresque fondé le 10 janvier 1430, par Philippe le Bon, duc de Bourgogne. C'est en 1456 qu'Antoine a été intronisé dans cet ordre qui ne comportait alors que 29 membres. La signification exacte de la flèche qu'Antoine tient dans la main reste inconnue mais la toison fait référence soit au héros de la mythologie grecque  Jason ou au guerrier et juge hébreu Gideon.
Le tableau est un des trois portraits commandés par les Ducs de Bourgogne vers 1460. Les deux autres sont ses portraits de Philippe le Bon et Charles le Téméraire. Comme dans la plupart des portraits masculins de van der Weyden, le sujet est montré de mi-profil, regardant à mi-distance.

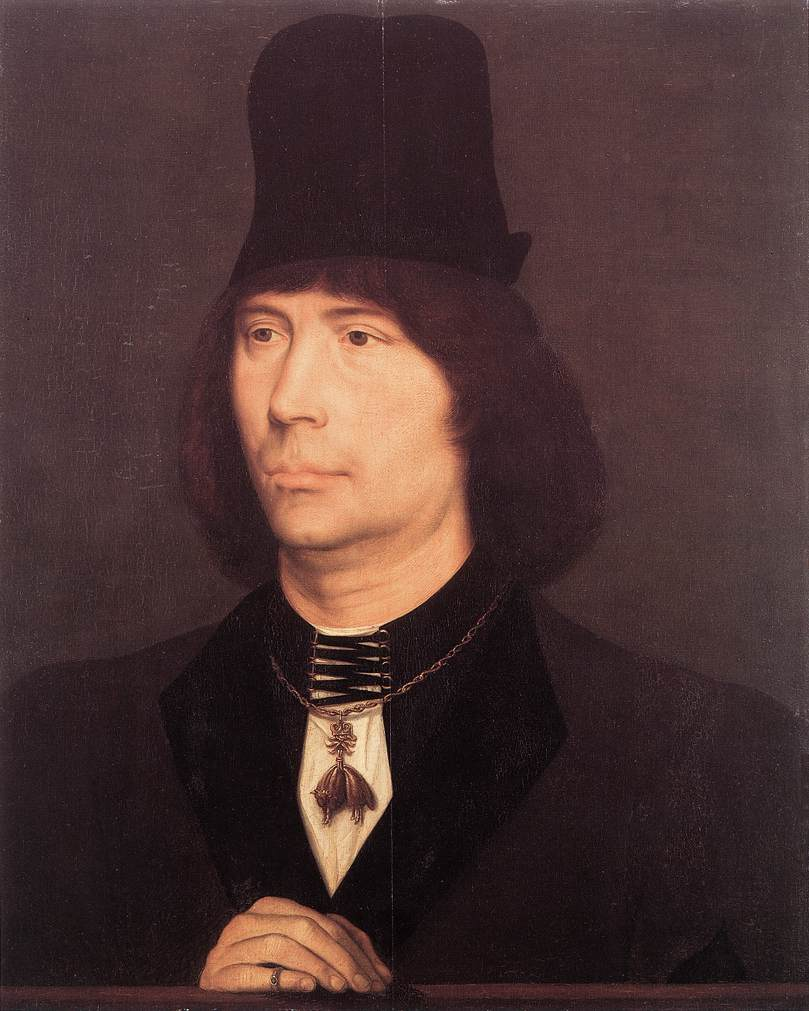
Portrait d'Antoine attribué à Hans Memling, 1467–70

Dans ses dernières commandes de portraits, van der Weyden flattait généralement ses commanditaires. Il a souvent idéalisé ou adouci leurs traits, leur octroyant une beauté, un intérêt ou une intelligence dont ils n'étaient peut-être pas pourvus dans la vie. Si ce portrait est comparé au portrait peu romantique d'Antoine attribué à Hans Memling, peint 8 à 10 ans plus tard, on peut voir les libertés prises par van der Weyden. Même en tenant compte du vieillissement, l'artiste semble avoir agrandi les yeux, adouci les contours du visage et représenté une mâchoire beaucoup plus forte que celle du portrait de Memling.

### Sources
- (en) Allmand, Christopher. The New Cambridge Medieval History: Volume 7, c.1415-c.1500: C.1415-c.1500 v. 7. Cambridge University Press, 1998.  (ISBN 0-521-38296-3)
- (en) Lorne Campbell. Van der Weyden. Londres: Chaucer Press, 2004.  (ISBN 1-904449-24-7)